# Komlói Bányász
Komlói Bányász is een Hongaarse voetbalclub uit Komló, die werd opgericht in 1922. De naam Bányász, die "mijnwerker" betekent, wordt sinds 1951 gevoerd. Dat was het jaar dat Komló stadsrechten kreeg en zich tot een model-mijnbouwcentrum moest ontwikkelen.
De club promoveerde in 1957 voor het eerst naar de hoogste klasse en werd voorlaatste. De terugkeer volgde in 1961 en in 1963 werd de club vierde, daarna ging het weer slechter tot een degradatie volgde in 1967. Na één seizoen keerde de club terug en werd zevende in 1970, dat jaar werd ook de bekerfinale gehaald die met 2-3 verloren werd van Újpest Dósza. In 1971/72 mocht Komlói deelnemen aan de Europacup II en kreeg in de eerste ronde een pak slaag van het Joegoslavische Rode Ster (2-7). De terugwedstrijd werd wel gewonnen maar desondanks werd de club uitgeschakeld. Na nog een achtste plaats in 1972 degradeerde de club in 1973.
Het jaar daarna werd nog eens de bekerfinale gehaald maar ook dit keer moest de club het onderspit delven, nu tegen Ferencvaros met 1-3. De club kon niet meer terugkeren naar de hoogste klasse waar in totaal twaalf seizoenen gespeeld werden.

## Erelijst
- Beker van Hongarije

Finalist in 1970, 1974

## Komlói in Europa
#R = #ronde, T/U = Thuis/Uit, W = Wedstrijd, PUC = punten UEFA coëfficiënten .
Uitslagen vanuit gezichtspunt Komlói Bányász
| Seizoen | Competitie   | Ronde | Land                 | Club               | Totaalscore | 1e W    | 2e W    | PUC |
| ------- | ------------ | ----- | -------------------- | ------------------ | ----------- | ------- | ------- | --- |
| 1971/72 | Europacup II | 1R    | Vlag van Joegoslavië | Rode Ster Belgrado | 4-8         | 2-7 (U) | 2-1 (T) | 2.0 |

Totaal aantal punten voor UEFA coëfficiënten: 2.0